# Cathédrale Notre-Dame-de-l'Assomption de Córdoba
Cette  cathédrale n’est pas la seule cathédrale Notre-Dame-de-l'Assomption.
La cathédrale Notre-Dame-de-l'Assomption est l'église mère de la ville argentine de Córdoba. Elle est le siège de l'archidiocèse de Córdoba.

## Situation
La cathédrale se trouve dans le noyau historique de la ville, qui correspond pratiquement à son centre géographique.

## Histoire
Son édification proprement dite débuta en 1580 sous le nom — qu'elle porte toujours — de Iglesia de Nuestra Señora de la Asunción.
Après de longs tâtonnements, les travaux reçurent une forte impulsion grâce aux architectes jésuites. L'un d'entre eux, Gian Battista Primoli (ou Juan Bautista Prímoli), auteur du plan principal de l'œuvre (croix latine de type basilical), suivit le modèle de l'église jésuite du Gesù à Rome. En 1606 la cathédrale fut officiellement consacrée.
Postérieurement le franciscain Fray Vicente Muñoz dessina et dirigea la construction de la grande coupole. Durant les deux premiers siècles de son édification, beaucoup d'Indiens aborigènes venus des missions jésuites de l'intérieur travaillèrent et embellirent l'œuvre. Certains d'entre eux étaient d'extraordinaires artisans et laissèrent leurs marques dans de nombreux détails baroques de cette cathédrale.
La façade fut dessinée et achevée par Andrea Blanqui (Andrés Blanqui) en 1729.
Le 25 mai 1758, l'édification était pratiquement terminée, avec les nefs, le narthex, la grande coupole, les transepts et le grand portique de type néoclassique précédé d'un large escalier et fermé par un artistique portail de fer forgé, travail très fin de ferronnerie dans lequel on peut observer les silhouettes de saint Pierre et de saint Paul. Les deux grandes tours ne furent achevées qu'en 1787.
En 1901, fut ajoutée la statue du Christ Rédempteur au sommet de la façade. La statue a été réalisée en France.
Entre 1900 et 1914, le peintre et architecte argentin de La Rioja établi à Córdoba Emilio Caraffa, fit quelques retouches (presque uniquement des réfections italianisantes), et parmi elles des fresques et les deux vitraux principaux de la voûte : le premier représente la Résurrection du Christ, le second le Sacré Cœur.

## Description
La cathédrale est surmontée d'un dôme imposant par son élévation et par l'audace de sa conception et de sa réalisation. Il est flanqué de quatre petites tourelles octogonales (qui structurellement ont une fonction de renforcement du dôme). Du côté extérieur, de bas en haut, on aperçoit des paires de colonnes au niveau du tambour qui se terminent par une corniche, d'où grimpent le long de la courbe du dôme, de grandes palmes elles-mêmes couronnées de pinacles pyramidaux.
Entre les colonnes du tambour de la coupole s'ouvrent de grandes fenêtres dotées de formes curvilignes. Le dôme est couvert de nervures qui courent jusqu'au sommet. Ce dernier est couronné d'une gracieuse lanterne. Celle-ci est une petite tour ornée de pilastres, de pinacles et de fenêtres. La lanterne est elle-même surmontée d'une petite coupole bulbiforme qui culmine par une girouette représentant le calice et la croix.
Les tours principales de la façade possèdent des carillons, et la tour située à l'angle sud-est est pourvue d'une grande horloge. Sur les coins des tours sont sculptés des personnages prêts à utiliser des trompettes et vêtus de tenues indigènes.

## Visite de l'intérieur de la cathédrale

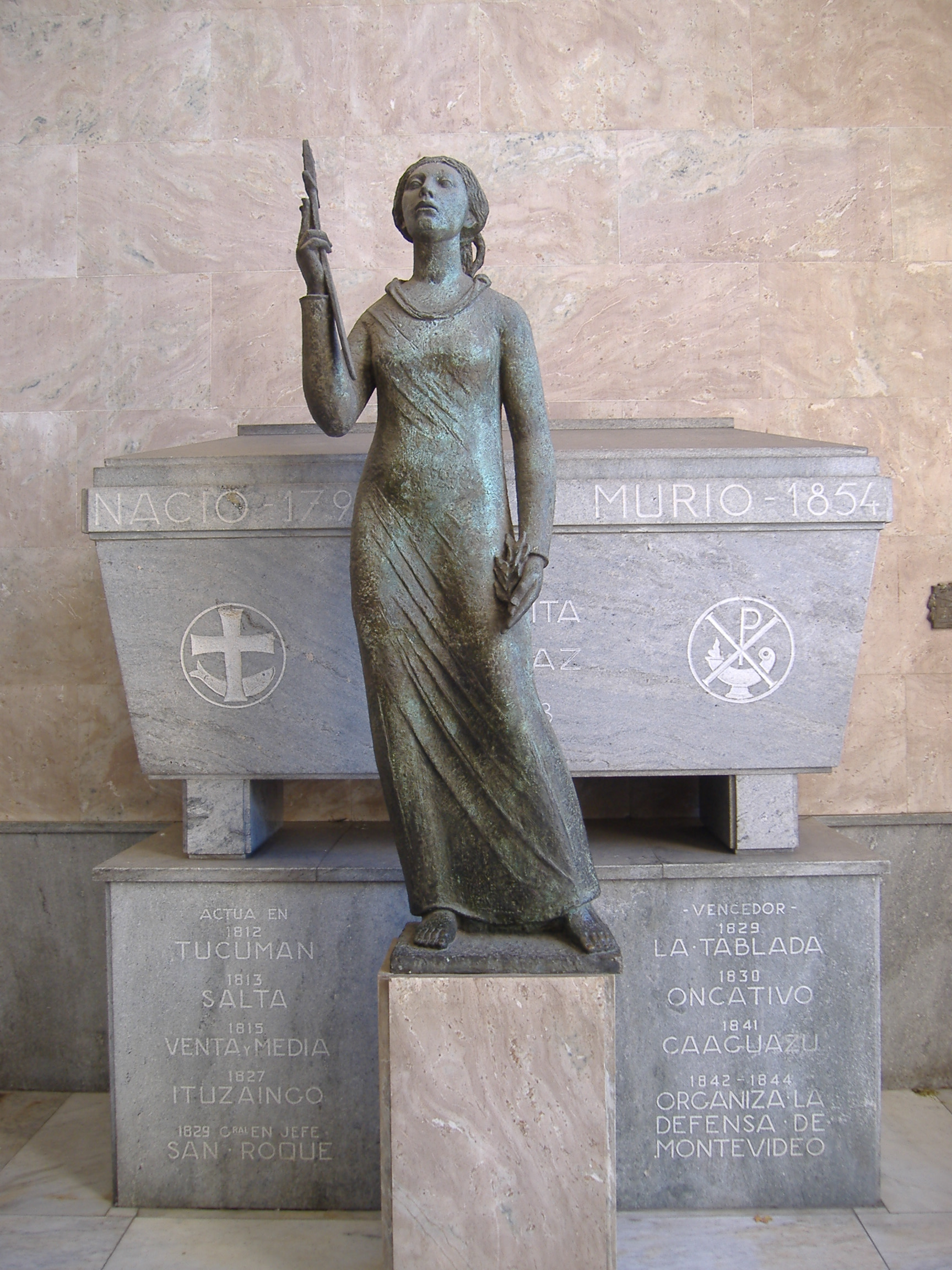
Tombe de José María Paz.

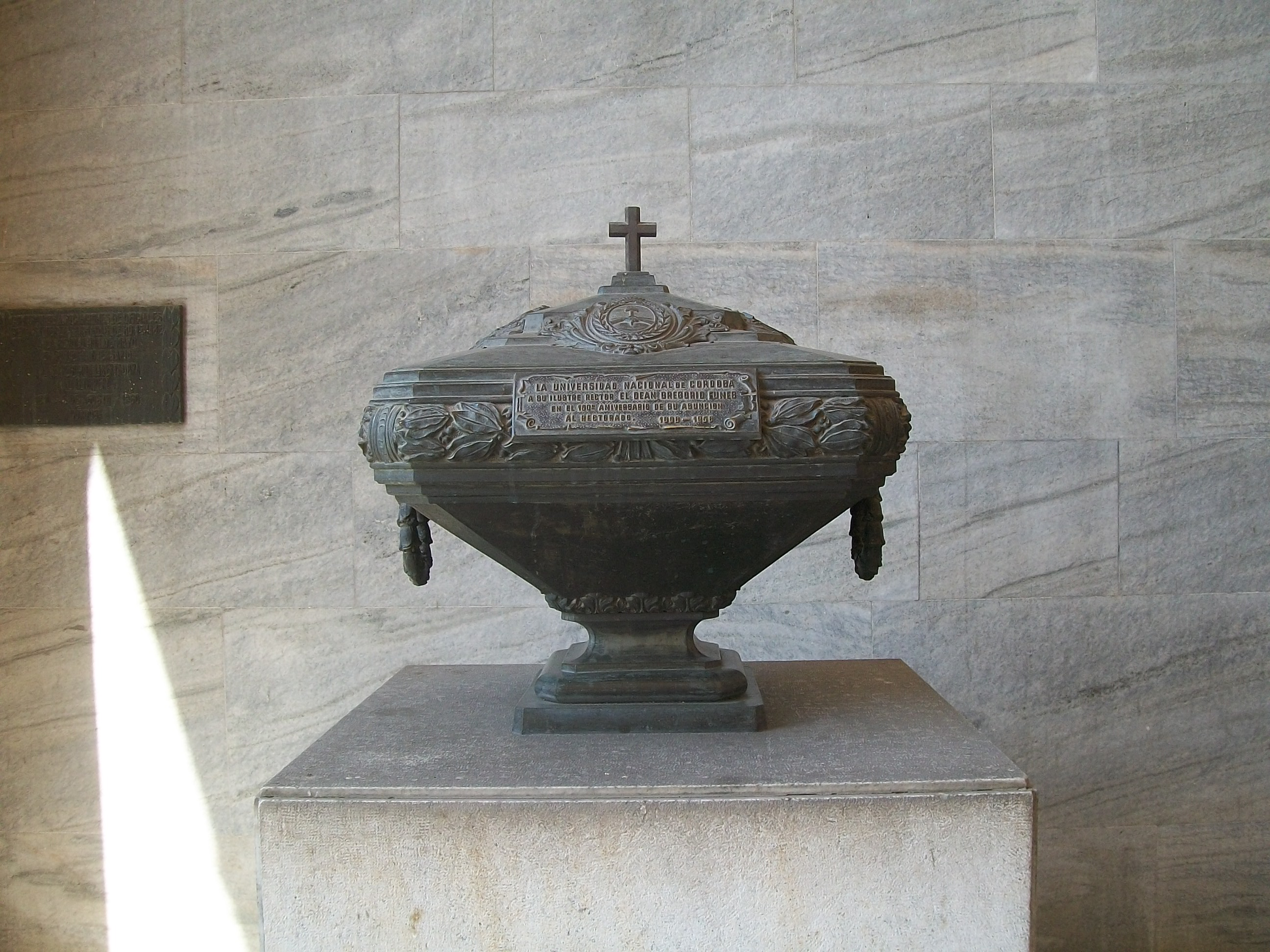
Sépulture de Gregorio Funes.

Peu avant de franchir le portique d'entrée de la cathédrale, le visiteur traverse un ample 
narthex où se trouvent deux sarcophages dans lesquels gisent les restes de José María Paz et de son épouse. Il s'y trouve aussi l'urne funéraire qui conserve les restes du doyen Gregorio Funes. dans les cryptes gît la dépouille de l'évêque Hernando de Trejo y Sanabria — premier recteur de la première université argentine : celle qui est appelée actuellement UNC — ainsi que celle de Fray (frère) Mamerto Esquiú.
Si l'extérieur de la cathédrale est majestueux, l'intérieur va de pair : le grand vaisseau central est couvert d'une haute voûte ornée harmonieusement d'une grande quantité de moulures taillées dans le bois et dorées, beaucoup d'entre elles au moyen de feuilles d'or. Le grand autel fait un jeu équilibré avec les colonnes élevées et les sculptures anciennes représentant différents saints du catholicisme. Toutes ces sculptures prises séparément constituent des œuvres d'art de grande valeur (beaucoup d'entre elles sont articulées et sont vêtues de tenues somptueuses).
La lumière du soleil pénètre dans l'édifice principalement par une série de profonds oculi situés dans la voûte de la nef centrale. Cette nef, de type basilical est surélevée par rapport aux deux vaisseaux latéraux dont elle est séparée par de hautes et larges colonnes en grande partie dorées. Sur le balcon situé au-dessus du narthex se trouvent les grandes orgues. Le grand autel est en grande partie réalisé avec de l'argent repoussé venu du Haut-Pérou.
La grande coupole correspondant au dôme est située à la croisée du transept.
Ce qui attire l'attention en premier lieu sont les proportions de cette coupole et de son tambour, ainsi que sa décoration élaborée.
Au total, la cathédrale argentine de Córdoba est une excellente synthèse d'éléments d'origine 
Renaissance conjugués au style baroque colonial espagnol, au néoclassicisme et comprenant des détails mudéjars.

## Un imposant trésor
Le trésor de la cathédrale mériterait un chapitre à part, étant donné l'accumulation d'ex-votos (principalement des pièces en argent ou en or) et de joyaux offerts par des fidèles fortunés ou par les collectes citadines : des crosses d'argent avec des détails en or, des couronnes d'argent et d'or serties de brillants et des perles et des broderies pour vêtir les statues de la Vierge, un grand tabernacle donné en 1804, des châles de soie sous forme de brocarts (avec fils d'or et d'argent), etc. Une partie du trésor a été malheureusement pillée durant le dernier quart du XXe siècle.

## Patrimoine historique national
La cathédrale de Córdoba est la construction coloniale la plus ancienne et la plus importante d'Argentine actuellement en bon état et en fonction.

De telle sorte qu'elle constitue un bâtiment de toute première valeur au sein du patrimoine architectural du pays et un des plus beaux exemples de l'architecture baroque en Amérique.
C'est pourquoi elle constitue un monument historique national pratiquement annexe du quartier jésuitique de la ville, qui lui, fait partie du patrimoine culturel de l'Humanité établi par l'UNESCO.

## Archidiocèse
La cathédrale de Córdoba est le siège d'un archevêché catholique. La province ecclésiastique comprend l'archidiocèse et cinq diocèses suffragants. Ce sont les diocèses suivants : 
- Archidiocèse de Córdoba ;
- Diocèse de Cruz del Eje ;
- Diocèse de Villa de la Concepción del Río Cuarto
- Diocèse de San Francisco
- Diocèse de Villa María
- Prélature territoriale de Deán Funes

## Galerie

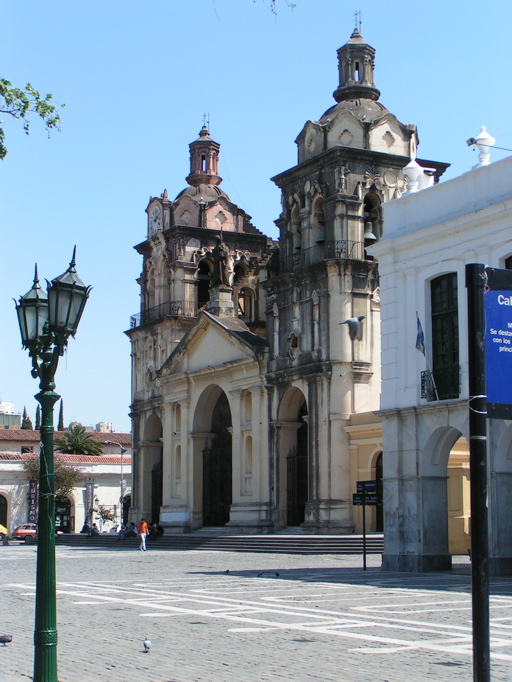
La façade vue depuis le nord.
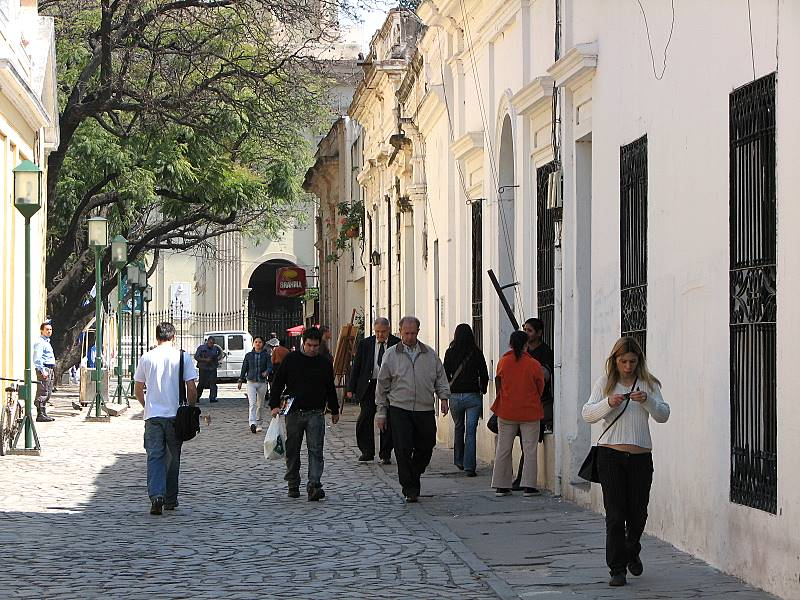
Côté nord, la cathédrale que l'on voit à l'arrière-plan, est reliée au Cabilde (conseil municipal) de la ville par une ruelle piétonnière pittoresque : le Pasaje Santa Catalina.
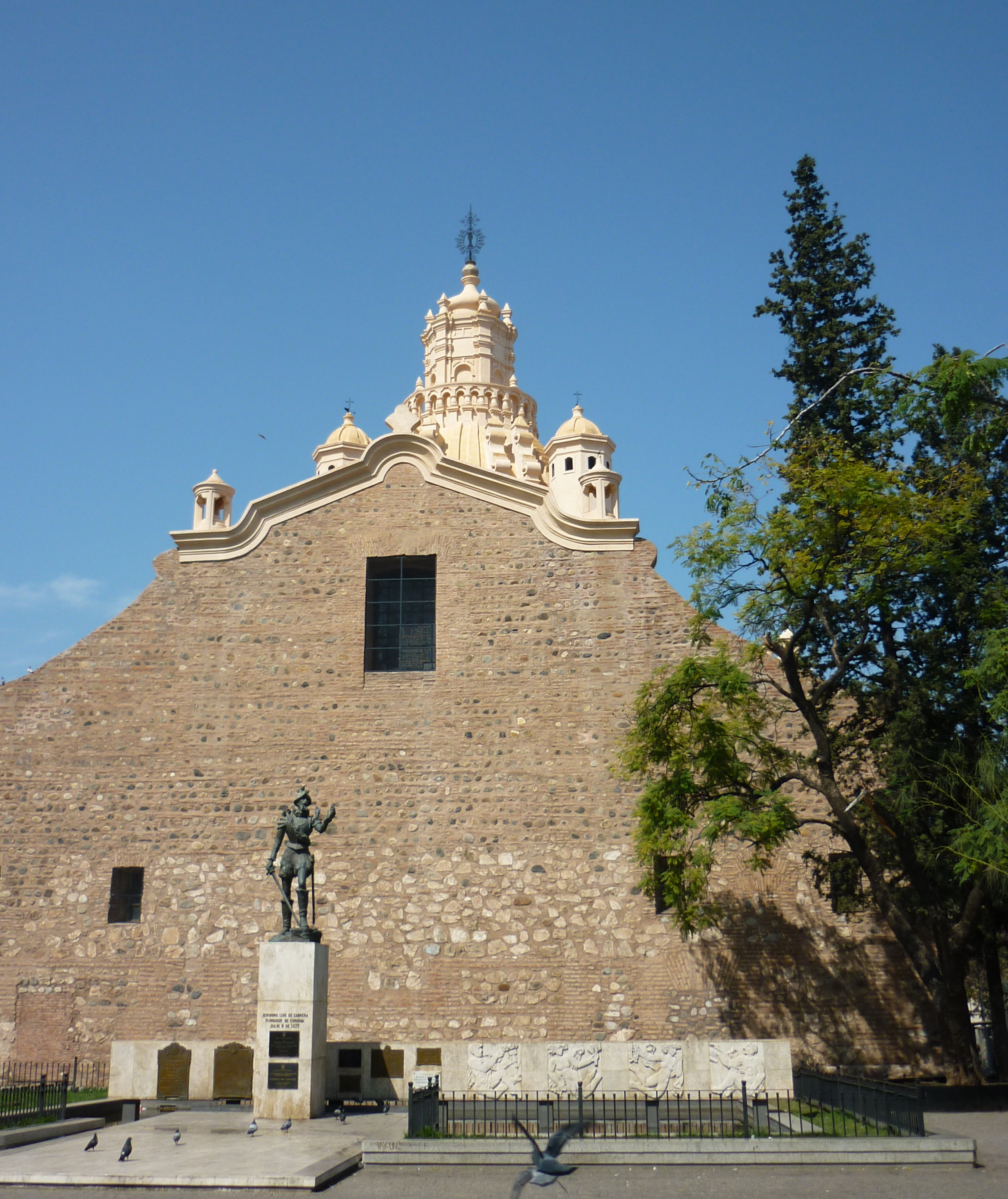
La partie postérieure ou chevet de la cathédrale précédé d'une statue de Jerónimo Luis de Cabrera.
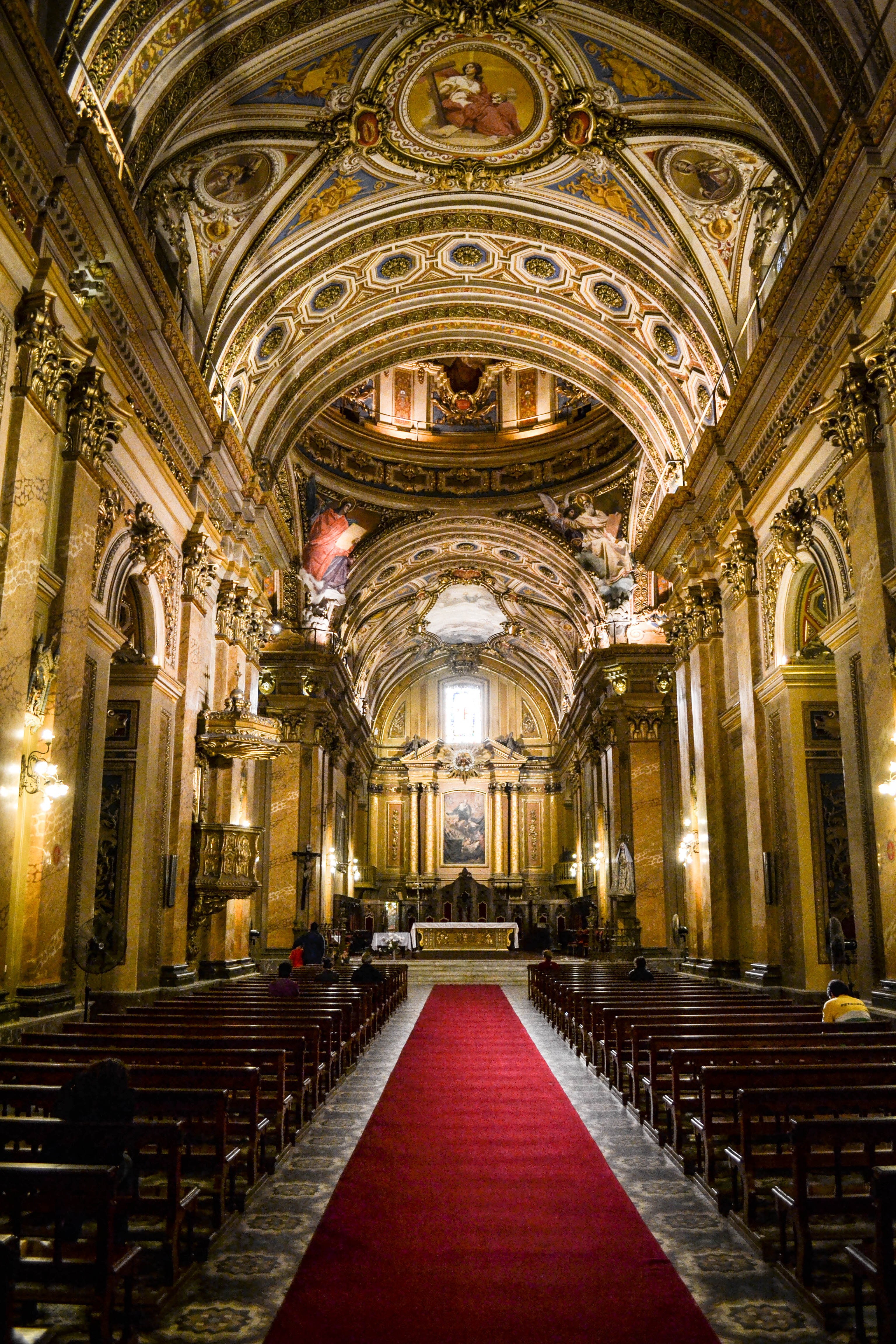
Nef en direction du chœur.
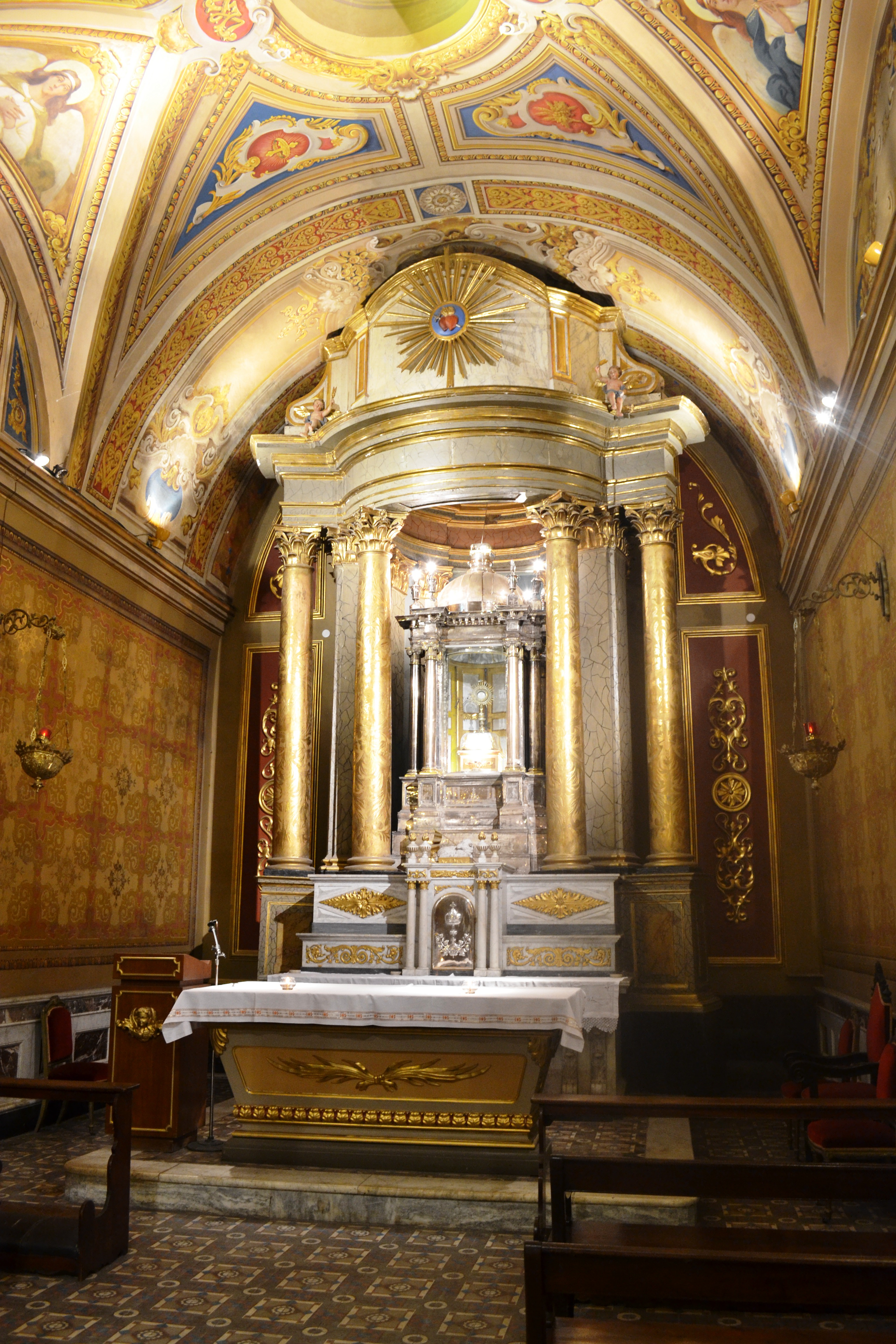
Une chapelle.
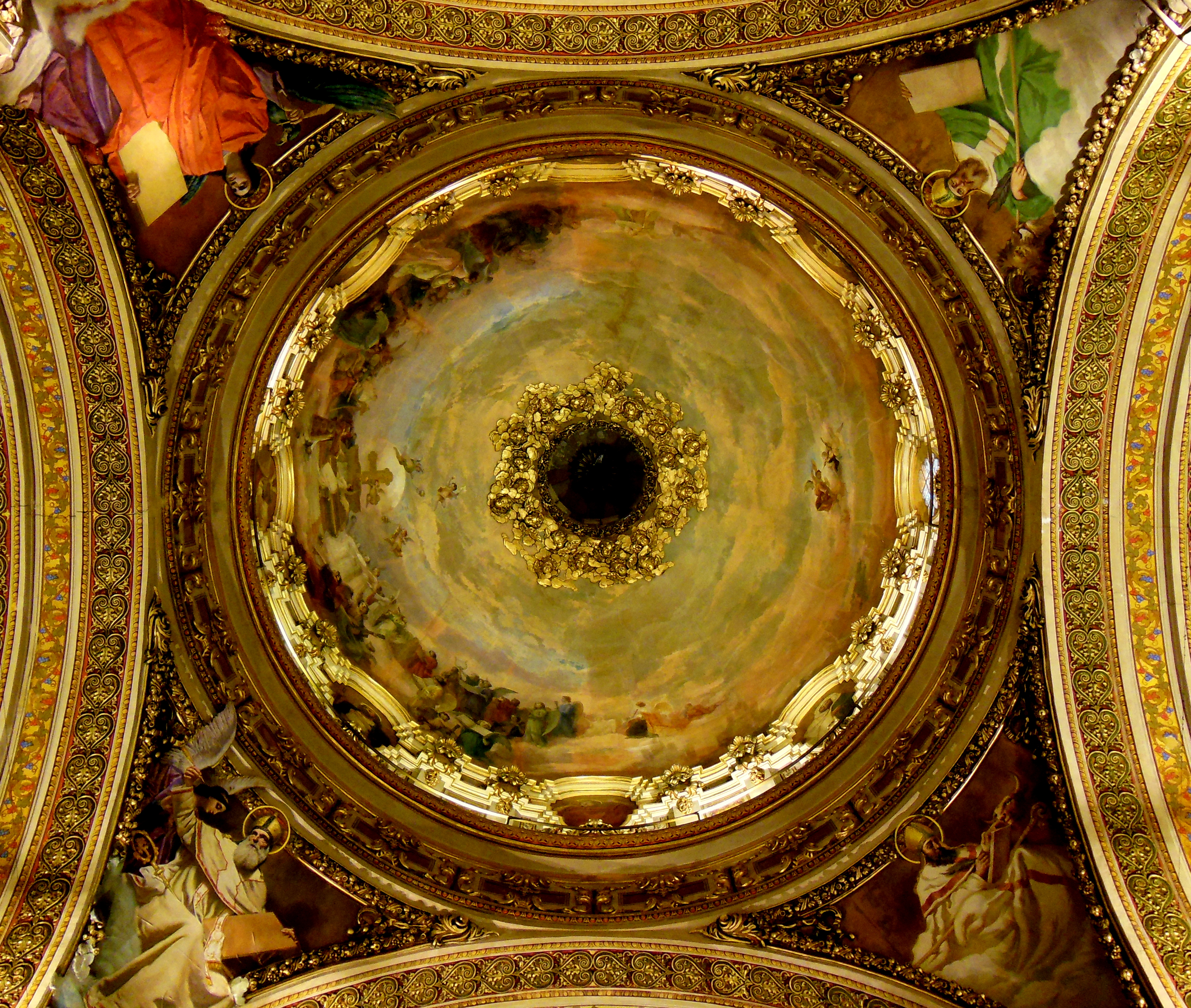
Coupole de la croisée du transept.
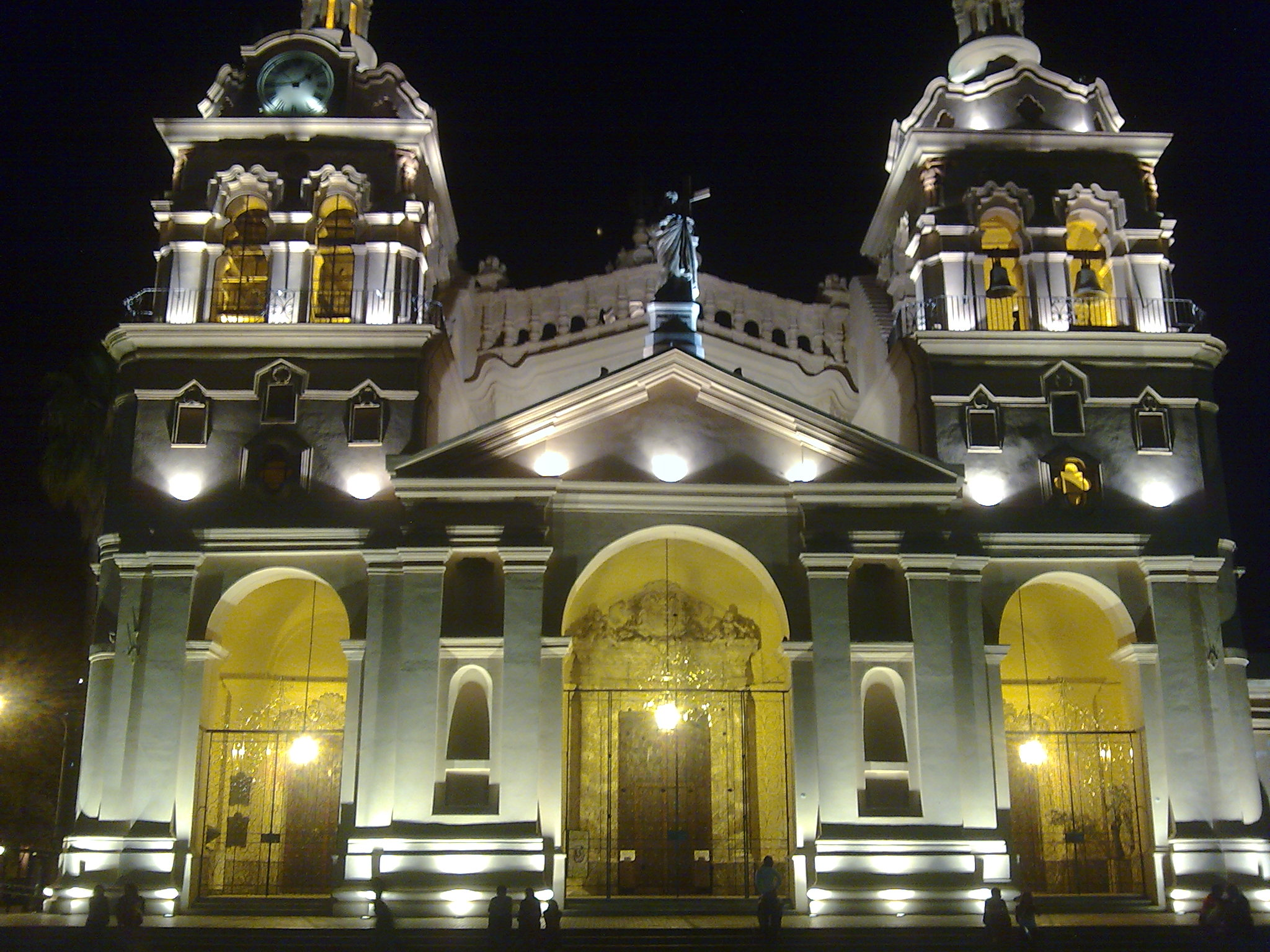
Façade de la cathédrale de nuit.

## Source
- (es) Cet article est partiellement ou en totalité issu de l’article de Wikipédia en espagnol intitulé « Catedral de Córdoba (Argentina) » (voir la liste des auteurs).

### Articles liés
- Liste des cathédrales d'Argentine